# Сокіл — Джура

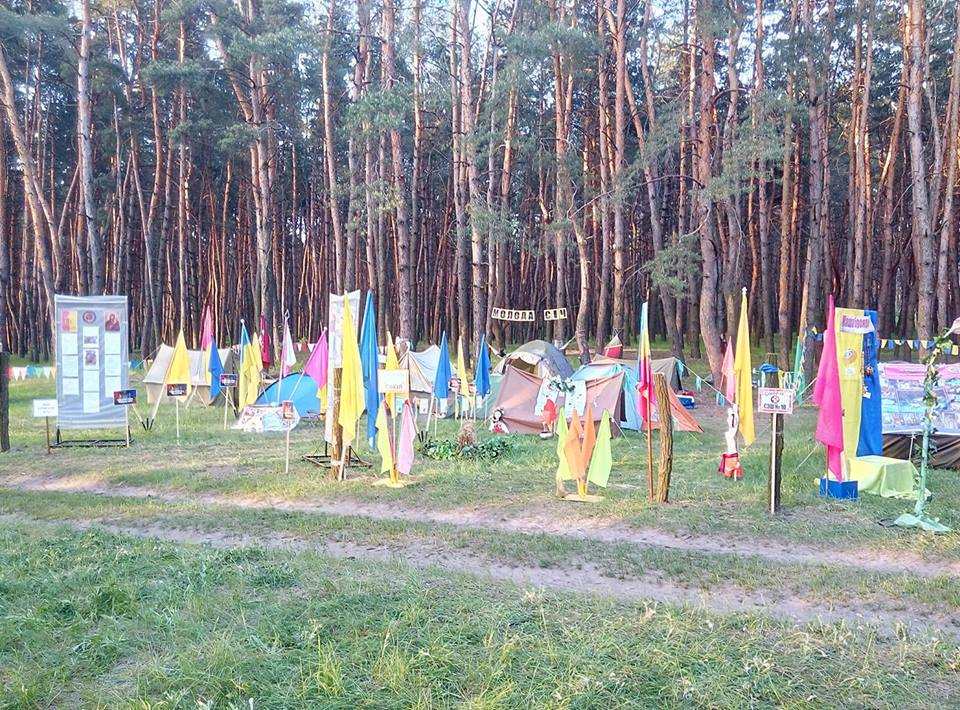
Всеукраїнська дитячо-юнацька військово-патріотична гра «Сокіл» («Джура»). Міський етап-2018, Кам'янське. Таборування (бівак)

«Сокіл» («Джура») — всеукраїнська дитячо-юнацька військово-патріотична гра Українського козацтва.. 
Створена у 2003 році колективом козаків на чолі з бунчуковим товаришем Українського козацтва Петром Бровком і генеральним бунчужним Тарасом Чухлібом і затверджена за поданням Генеральної канцелярії Українського козацтва Міністерством юстиції України та Міністерством освіти і науки України.
Гра є формою позакласної роботи з патріотичного та морально-етичного виховання школярів, засобом формування патріотичної свідомості, спортивно-оздоровчої роботи. Організація гри в навчальних закладах спирається на учнівське самоврядування, засноване на традиціях козацького кола, вільного народного віче, і являє собою добровільне об'єднання дітей для виконання завдань гри. Гра проводиться Міністерством освіти і науки України за сприянням інших міністерств, відомств та громадських організацій. На загальнонаціональному рівні проводиться з 2009 року. Новий поштовх у розвитку гра отримала 2015 року, коли вона була включена до Стратегії національно-патріотичного виховання дітей та молоді на 2016—2020 роки, затвердженої Указом Президента України від 13 жовтня 2015 року № 580.

## Цілі і завдання загальнонаціональної гри
Метою гри є військово-спортивне і національно-патріотичне виховання української молоді на основі традицій українського козацтва:
- виховання нових поколінь України у дусі відданості Батьківщині та її народу на основі відродження національних і загальнолюдських духовних і моральних цінностей;
- виховання у молоді глибоких і твердих національно-патріотичних переконань, підготовка молоді до творчої праці, до військової служби та захисту своєї Батьківщини шляхом залучення до оборонно-масової та військово-спортивної патріотичної роботи;
- формування і виховання, спираючись на національні козацькі педагогічні традиції, у юнаків і дівчат високих морально-психологічних якостей; мужності, сміливості, рішучості, відваги, стійкості, дисциплінованості і ініціативності;
- виховання духовно та фізично розвиненого юного покоління українців на історично сформованих засадах козацького світогляду та здорового способу життя.

Завдання змагань:

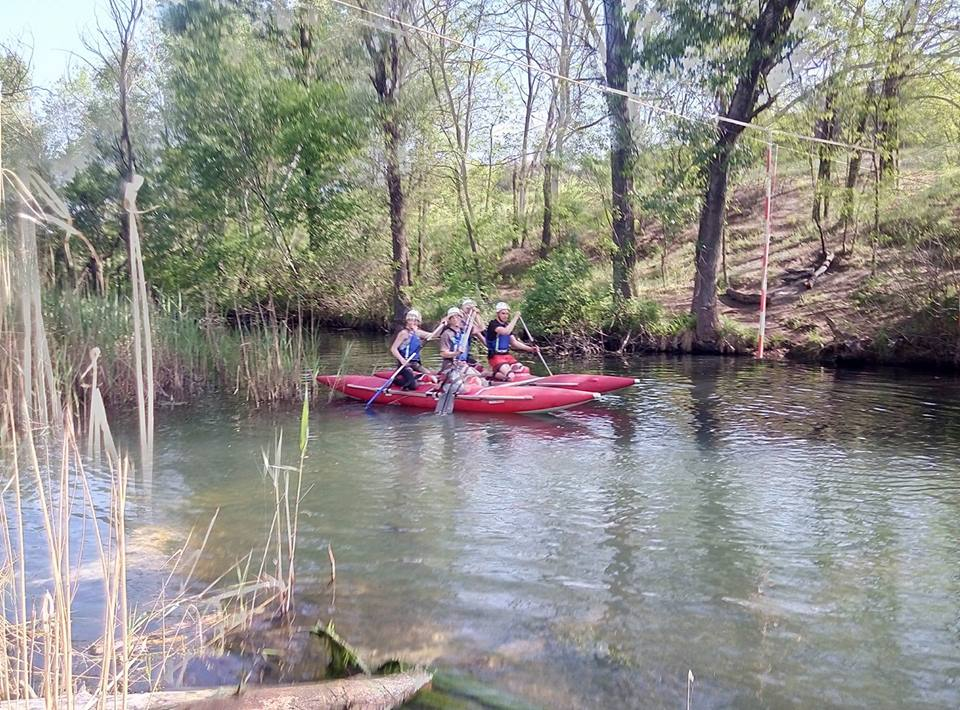
Всеукраїнська дитячо-юнацька військово-патріотична гра «Сокіл» («Джура»). Міський етап-2018, Кам'янське. Команда школи № 25 сплавляється на катамарані

- фізичне, соціальне, розумове та духовне виховання молоді на основі козацьких морально-світоглядних цінностей.
- вшанування геройського чину борців за незалежність Української держави;
- формування серед молоді засад здорового способу життя засобами туризму, спорту, патріотичного виховання;
- популяризація серед молоді військово-прикладних видів спорту, активних способів дозвілля, історії визвольних змагань та української військової традиції.

Змагання полягають у проведенні комплексних командних ігор військово-спортивного, культурно-інтелектуального та патріотичного спрямування, на обласних та всеукраїнському етапах, в ході яких відбувається відбір кращих команд та визначення переможців.

## Етапи і конкурси
Змагання і конкурси Всеукраїнської дитячо-юнацької військово-патріотичної гри «Сокіл» («Джура») проводяться щорічно в три етапи:
- Шкільні змагання;
- І етап — районні (міські);
- ІІ етап — обласні та Київський міський;
- ІІІ етап — Всеукраїнський.

### Орієнтовна програма фінальних етапів
Залікові змагання: «Впоряд», «Перетягування линви», «Туристсько-спортивна смуга перешкод», «Стрільба», «Рятівник», «Лава на лаву», "Інтелектуальна гра-вікторина «Відун», змагання «Пластун», «Бівак», творчо-мистецький звіт «Ватра» тощо.
- Інтелектуально-мистецький комплекс «Козацькі забави»

1. Творчо-мистецький звіт «Ватра»
2. Інтелектуальна гра-вікторина «Відун»
3. Інтелектуально-творче завдання «Пластун» за методикою квестів
4. Конкурс звітів про Добре діло
5. Ватра знайомств «В колі друзів»
6. Концерти за участю митців і аматорів
7. Перегляд і обговорення документальних та художніх фільмів
8. Етно-дискотеки
9. Майстер-класи з народної творчості
  - Фізкультурно-спортивний комплекс «Козацький гарт»
10. Козацька забава «Перетягування линви»
11. Звитяжні змагання «Лава на лаву»
12. Ранкова руханка, спортивні ігри (футбол, волейбол, баскетбол, шахи та ін.)
  - Туристсько-спортивний комплекс «Козацькими стежками»
13. Туристсько-спортивна смуга перешкод
14. Радіальні походи та екскурсії
15. Таборування (бівак)
16. Рейд-походи
  - Військово-прикладний комплекс «Козацька звитяга»
17. Конкурс строю та пісні «Впоряд»
18. Стрільба із пневматичної зброї «Стрільба»
19. Тактична гра на місцевості з елементами топографії та орієнтування «Теренова гра»
20. Ознайомлення з умовами розміщення та екіпіруванням військовослужбовців, зразками військової техніки, стрілецької зброї та боєприпасів, показові заняття з основ тактичної медицини
21. Тренування дій на вогневому рубежі: підготовка до виконання вправ стрільб з автомата АК-74, розбирання та збирання зброї; практичне виконання стрільби з АК-74
22. Проведення ранкової та вечірньої збірок — «Козацького кола»
23. Організація охорони наметового містечка з елементами вартової служби, тренування в режимі «екстрим»
  - Медично-рятувальний комплекс «Козацька безпека»
24. Надання першої медичної допомоги та транспортування потерпілого «Рятівник»
25. Порядок дій при надзвичайних ситуаціях
26. Майстер-класи з гасіння умовної пожежі, дії підрозділів ДСНС; дії громадян у сприянні охороні громадського порядку та державного кордону
  - Суспільно-державницький комплекс «Українська самостійна соборна держава»
27. Церемонії урочистого відкриття та закриття таборування
28. Парад учасників з нагоди урочистого відкриття та закриття етапів гри
29. Виконання доброї справи під час таборування
30. Організація та проведення нарад, навчальних семінарів, гутірок з ройовими, керівниками роїв, виховниками, таборовою старшиною

### Долучення ветеранів до гри
Рекомендації розроблено фахівцями Українського державного центру національно-патріотичного виховання (УДЦНПВ)а у рамках співпраці з Міністерством у справах ветеранів України.
Ветерани можуть проводити роботу з учнівською молоддю в національно-патріотичному дусі виконуючи функції: виховників; членів штабу (міського, районного ОТГ, обласного, всеукраїнського); суддів; інструкторів; таборових старшин та волонтерів.